# Cilla
Pour les articles ayant des titres homophones, voir Scylla, Sylla (homonymie), Scilla (homonymie) et Sila.
Dans la mythologie grecque, Cilla (en grec ancien, Κίλλα / Kílla) est une princesse troyenne.

## Généalogie et famille
Elle est fille de Laomédon et donc sœur de Priam.
Concernant sa mère, il y a plusieurs versions :
- Strymo, une nymphe, fille du dieu-fleuve Scamandre,
- Placia, fille d'Otréos,
- Leucippé[1].

Cilla est parfois considérée comme la sœur d'Hécube. Elle aurait eu son fils de Priam lui-même[réf. nécessaire].

## Mythe
Elle avait eu avec Thymétès un fils appelé Mounippos, au moment où Hécube portait Pâris.
Le devin Ésaque avait prédit, à la suite d'un rêve d'Hécube, qu'un enfant à naître causerait la perte de Troie. Priam, interprétant à tort la prophétie, fit exécuter sa sœur ainsi que Mounippos, choisissant d'épargner son fils Pâris, futur responsable de la guerre de Troie[réf. nécessaire].
Le poète Lycophron rappelle qu'elle a été mariée secrètement, et qu'elle et son fils gisent enterrés là où Laodicé perdra la vie, près d'un bosquet à proximité du tombeau de son ancêtre identifié à Ilos, son grand-père. 
Homère écrit que le tombeau d'Ilos se trouve sur le chemin menant de la plaine des combats au figuier sauvage puis au chêne au pied des Portes Scées de la ville de Troie .

### Sources antiques
- Pseudo-Apollodore, Bibliothèque [détail des éditions] [lire en ligne], III, 12, 3.